# Martín de la Jara
Martín de la Jara és una localitat de la província de Sevilla, Andalusia, Espanya. L'any 2005 tenia 254.748 habitants. La seva extensió superficial és de 50 06' N, 4° 57′ O. Està situada a una altitud de 405 metres i a 109 kilòmetres de la capital de la província, Sevilla.

## Demografia
| 1996  | 1998  | 1999  | 2000  | 2001  | 2002  | 2003  | 2004  | 2005  | 2006  |
| ----- | ----- | ----- | ----- | ----- | ----- | ----- | ----- | ----- | ----- |
| 2.819 | 2.802 | 2.774 | 2.747 | 2.706 | 2.721 | 2.726 | 2.760 | 2.748 | 2.737 |